# Nakamura Gakuryō

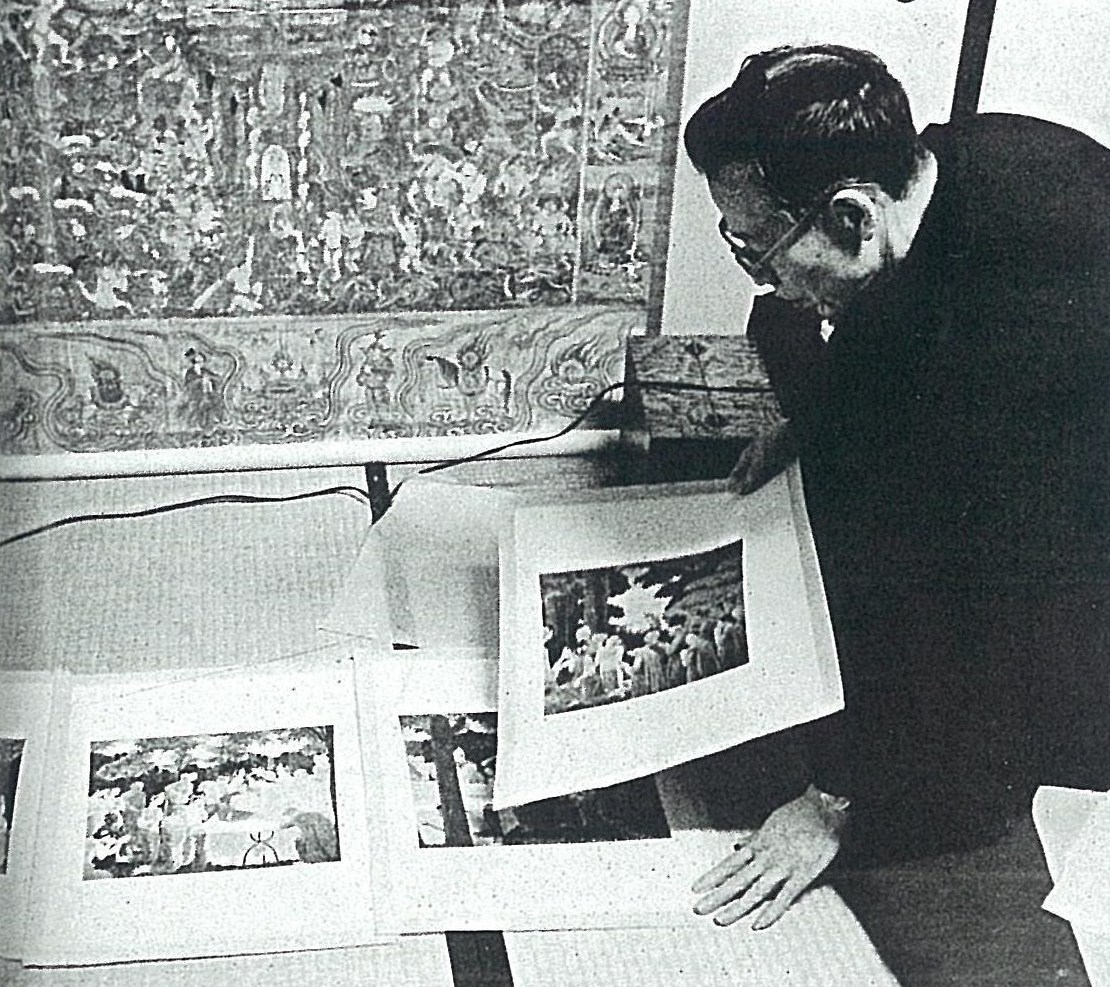
Nakamura, 1961

Nakamura Gakuryō (japanisch 中村 岳陵; geb. 10. März 1890 in Shimoda (Präfektur Shizuoka); gest. 20. November 1969), eigentlich Nakamura Tsunekichi (中村 恒吉), war ein japanischer Maler im Nihonga-Stil der Shōwa-Zeit.

## Leben und Werk
Nakamura zog im Jahr 1900 nach Tokio und studierte Malerei im Stil der Tosa-Schule unter Kawabe Mitate (川辺 御楯; 1838–1905), machte dann 1914 seinen Abschluss an der Hochschule der Künste Tōkyō, der Vorläufereinrichtung der Tōkyō Geijutsu Daigaku. Zunächst stellte er auf der staatlichen Ausstellung, kurz Bunten (文展) genannt, aus. Dann schloss er sich aber der Kōji-kai an, die an einer Weiterentwicklung des Nihonga arbeitete. Daneben beteiligte er sich auch an den Ausstellungen der Sekiyō-kai.
Nachdem 1912 das wiedererstandene Nihon Bijutsuin mit Ausstellungen begonnen hatte, stellte Nakamura dort aus. Ab der zweiten Ausstellung wurde er assoziiertes Mitglied dieser Einrichtung und zeigte regelmäßig seine Bilder im neoklassischen Stil. 1950 wechselte er jedoch zur Nitten (日展), der Nachfolgeeinrichtung der Bunten. 
1947 wurde Nakamura Mitglied der Akademie der Künste, 1960 wurde er von den Zeitungen Mainichi Shimbun und Asahi Shimbun ausgezeichnet. 1962 erhielt er den Kulturorden. 
Typische Werke von Nakamura sind „Sanddünen“ (砂丘, Sakyū; 1934), „Der Ballon steigt auf“ (気球上がる, Kikyū agaru; 1950) und „Aufklärender Himmel nach dem Schneefall“ (雪ばれ, Yukibare; 1956).
1962 wurde er als Person mit besonderen kulturellen Verdiensten ausgezeichnet und erhielt den Kulturorden.